# 錦欣生殖
錦欣生殖醫療集團有限公司，簡稱錦欣生殖醫療集團、錦欣生殖醫療，以及錦欣生殖 （英語：Jinxin Fertility Group Limited，港交所：1951，OTCBB：JXFGF
），董事會主席及非執行董事王彬，首席執行官為鍾影，在2003年，由當時多名資深及專責的醫生及管理人員團隊共同創立「錦江生殖中心」（「四川锦欣生殖医疗管理有限公司」為主要實體），總部位於四川成都，而業務在國內和全球經營各種類辅助生殖及其他辅助医疗服务。
資產包括深圳中山泌尿外科医院（1987年成立）、成都西囡婦科醫院（2000年成立）和美國HRC Medical（1988年成立），最大股東為華平投資相關企業。是在2017年投資。
股份在2019年6月25日於港交所主板上市，全球發售定價為7.76至8.54港元，發售3.571億股，集資額27.71億至30.5億港元，引入4名基石投資者，包括高瓴(Hillhouse)、Ally Bridge LB、奧博資本及Cormorant，合共認購1.5億美元(約11.7億港元)股份，25%用於拓展及升級中國網絡的現有輔助生殖醫療機構及招聘醫療專業人士；20%用於目前無經營的內地省份的額外輔助生殖醫療機構潛在收購；10%用於投資研發；20%用於輔助生殖服務服務鏈的輔助生殖服務提供商及業務潛在收購；15%用於改善品牌專注度；餘下10%用於營運資金及一般企業用途。

## 連結
- jxr-fertility.com （页面存档备份，存于）
- zsmw.net/ （页面存档备份，存于）
- cdxnfk.com （页面存档备份，存于）